# Fabrice Druet
Pour les articles homonymes, voir Druet.
Fabrice Druet est un auteur de bande dessinée français né le 21 janvier 1972 à Reims.

## Biographie
Il a fait ses études à l'Université de Saint-Denis où il obtenu une Licence d'Arts Graphiques Il a collaboré à l'album Requiem Tenebrae en 2000 avec entre autres Philippe Jacquot, Sylvain Guinebaud, Stéphane Collignon et Jef. Puis de 2001 à 2006, il a travaillé avec Froideval sur les tomes 1, 2 et 3 de Methraton, série dérivée des Chroniques de la Lune noire. Il travaille également comme illustrateur pour les éditions Bragelonne.
En juin 2008, il a sorti un nouvel album aux Éditions Delcourt, collection Ex-Libris. Il s'agit d'une adaptation en bande dessinée de la nouvelle d'Edgar Allan Poe : Double assassinat dans la rue Morgue. Le scénario est signé Jean-David Morvan et les couleurs Wang Peng et le studio 9.